# Echo (Minnesota)
Echo ist eine Kleinstadt (mit dem Status „City“) im Yellow Medicine County im Südwesten des US-amerikanischen Bundesstaates Minnesota. Das U.S. Census Bureau hat bei der Volkszählung 2020 eine Einwohnerzahl von 243 ermittelt.

## Geografie
Echo liegt auf 44°37′01″ nördlicher Breite und 95°25′03″ westlicher Länge und erstreckt sich über 2,62 km².
Benachbarte Orte von Echo sind Belview (8,2 km östlich), Vesta (13,2 km südlich), Cottonwood (21,7 km westlich), Wood Lake (13,7 km nordwestlich) und Granite Falls (28,9 km nordnordwestlich).
Die nächstgelegenen größeren Städte sind Minneapolis (211 km östlich), Minnesotas Hauptstadt Saint Paul (227 km in der gleichen Richtung), Rochester (274 km südöstlich), Sioux Falls in South Dakota (188 km südwestlich) und Fargo in North Dakota (315 km nordnordwestlich).

## Verkehr
Die Minnesota State Route 67 verläuft in Nord-Süd-Richtung am westlichen Ortsrand von Echo. Alle weiteren Straßen sind untergeordnete Landstraßen, teils unbefestigte Fahrwege oder innerstädtische Verbindungsstraßen.
In West-Ost-Richtung verläuft eine Eisenbahnlinie der Minnesota Prairie Line durch das Zentrum von Echo.
Der Granite Falls Municipal Airport befindet sich 27 km nordwestlich von Echo. Der nächste Großflughafen ist der Minneapolis-Saint Paul International Airport (208 km östlich).

## Geschichte
Nachdem das Land um den heutigen Ort Echo von Indianern der Dakota besiedelt war, kamen in den 1870er Jahren die ersten weißen Siedler in die Gegend. 
Im Jahr 1874 wurde die auch heute noch existierende Echo Township gegründet, zu der das heutige Ortsgebiet damals noch gehörte. 1892 genehmigte die Countyverwaltung den Antrag zur Gründung einer selbstständigen Gemeinde und Echo wurde als Village of Echo aus der gleichnamigen Township herausgelöst. 
Die Gemeinde wuchs nicht zuletzt durch seine Lage an einer Eisenbahnstrecke. Die erste elektrische Straßenbeleuchtung wurde 1912 installiert, was durch die Anlage eines eigenen Kraftwerks ermöglicht wurde. 1926 wurde an der Stelle der zuvor abgebrannten Schule von 1895 eine neue, noch heute existierende Schule errichtet. Als im Jahr 1976 alle inkorporierten Ortschaften Minnesotas einen einheitlichen Gemeindestatus bekamen, wurde aus Echo die City of Echo.

## Demografische Daten
Nach der Volkszählung im Jahr 2010 lebten in Echo 278 Menschen in 111 Haushalten. Die Bevölkerungsdichte betrug 106,1 Einwohner pro Quadratkilometer. In den 111 Haushalten lebten statistisch je 2,5 Personen. 
Ethnisch betrachtet setzte sich die Bevölkerung zusammen aus 91,7 Prozent Weißen, 1,4 Prozent amerikanischen Ureinwohnern, 1,4 Prozent Asiaten sowie 1,8 Prozent aus anderen ethnischen Gruppen; 3,6 Prozent stammten von zwei oder mehr Ethnien ab. Unabhängig von der ethnischen Zugehörigkeit waren 5,8 Prozent der Bevölkerung spanischer oder lateinamerikanischer Abstammung. 
32,0 Prozent der Bevölkerung waren unter 18 Jahre alt, 52,5 Prozent waren zwischen 18 und 64 und 15,5 Prozent waren 65 Jahre oder älter. 50,0 Prozent der Bevölkerung war weiblich.

Das mittlere jährliche Einkommen eines Haushalts lag bei 31.458 USD. Das Pro-Kopf-Einkommen betrug 15.733 USD. 33,7 Prozent der Einwohner lebten unterhalb der Armutsgrenze.